# Darkin River
Der Darkin River ist ein Fluss im Südwesten des australischen Bundesstaates Western Australia.

## Geografie
Der Fluss entspringt an den Westhängen der Dyott Range im Wandoo Conservation Park. Von dort fließt er nach Nordwesten und mündet bei Murdos in den Lake C.Y.O’Connor und damit in den Helena River. 

### Nebenflüsse mit Mündungshöhen
- Beraking Brook – 178 m
- Little Darkin River – 138 m[1]